# A Ferencvárosi TC 1994–1995-ös szezonja
A Ferencvárosi TC 1994–1995-ös szezonja szócikk a Ferencvárosi TC első számú férfi labdarúgócsapatának egy szezonjáról szól, mely összességében és sorozatban is a 94. idénye volt a csapatnak a magyar első osztályban. A klub fennállásának ekkor volt a 96. évfordulója.

## Mérkőzések
| Színmagyarázat | Színmagyarázat |
| -------------- | -------------- |
|                | Győzelem.      |
|                | Döntetlen.     |
|                | Vereség.       |

### KEK
Selejtező
| 1994. augusztus 11. 19:30 |

| Ferencváros                                                  | 6 – 1               | Dudelange                                    |
| ------------------------------------------------------------ | ------------------- | -------------------------------------------- |
| Neagoe 3' Szekeres 17' 76' Páling 45' Lipcsei 57' Albert 78' | (3 – 0) Jegyzőkönyv | Fanelli 81' Amari 22' Galli 26' Fiorucci 89' |

| Üllői út, Budapest Nézőszám: 10 000 Játékvezető: Moroianu-Geamanu (román) |

| 1994. augusztus 25. 18:30 |

| Dudelange    | 1 – 6               | Ferencváros                                                                       |
| ------------ | ------------------- | --------------------------------------------------------------------------------- |
| Morgante 21' | (1 – 3) Jegyzőkönyv | Lisztes 6' Páling 18' Lipcsei 39' 70' 79' Christiansen 59' Zavadszky 89' Czéh 83' |

| Stade Jos Nosbaum, Dudelange Nézőszám: 3 000 Játékvezető: Matta (francia) |

1. forduló
| 1994. szeptember 15. |

| CSZKA Moszkva                        | 2 – 1               | Ferencváros                                          |
| ------------------------------------ | ------------------- | ---------------------------------------------------- |
| Mamchur 50' Sergeyev 73' Shoukov 41' | (0 – 0) Jegyzőkönyv | Christiansen 58' 58' Szekeres 4' Szűcs 28' Simon 44' |

| Dynamo Stadion, Moszkva Nézőszám: 3 000 Játékvezető: Bogdanov (bolgár) |

| 1994. szeptember 29. |

| Ferencváros                                                      | 2 – 1 (h. u.)                     | CSZKA Moszkva                                                                              |
| ---------------------------------------------------------------- | --------------------------------- | ------------------------------------------------------------------------------------------ |
| Sinyov 36' (öngól) Neagoe 45' Simon 24' Lipcsei 29' Szekeres 43' | (2 – 1, 2 – 1, 2 – 1) Jegyzőkönyv | Radimov 15' Kolotovkin 19' Mamchur 33' Faizulin 52′ Novosadov 60' Broshin 82' Radimov 104' |

| Üllői út, Budapest Nézőszám: 20 000 Játékvezető: Wieland Ziller (német) |

- Tizenegyesekkel (7 – 6) a Ferencváros jutott tovább.

2. forduló
| 1994. október 20. |

| FC Porto                                                                       | 6 – 0               | Ferencváros                 |
| ------------------------------------------------------------------------------ | ------------------- | --------------------------- |
| Costa 17' Barros 19' Drulović 40' 58' Domingos 85' Aloísio 87' Bandeirinha 87' | (3 – 0) Jegyzőkönyv | Czéh 13' Keller Lisztes 53' |

| Estádio das Antas, Porto Nézőszám: 25 000 Játékvezető: Marnix Sandra (belga) |

| 1994. november 3. |

| Ferencváros                         | 2 – 0               | FC Porto             |
| ----------------------------------- | ------------------- | -------------------- |
| Zavadszky 27' Neagoe 61' Albert 14' | (1 – 0) Jegyzőkönyv | Bandeirinha 12′, 53′ |

| Üllői út, Budapest Nézőszám: 8 000 Játékvezető: Alfredo Trentalange (olasz) |

### NB 1 1994–95

#### Őszi fordulók
| 1. forduló 1994. augusztus 8. |

| Zalaegerszegi TE                            | 1 – 3               | Ferencváros                                                  |
| ------------------------------------------- | ------------------- | ------------------------------------------------------------ |
| Kovács Zs. 61' Horváth 15' Sztipánovics 47' | (0 – 3) Jegyzőkönyv | Lipcsei 12' Páling 25' 60' Neagoe 39' Szekeres 66' Simon 76' |

| ZTE Stadion, Zalaegerszeg Nézőszám: 10 000 Játékvezető: Vágner László (magyar) |

| 2. forduló 1994. augusztus 14. |

| Ferencváros                                                      | 4 – 1               | BVSC                                                                                  |
| ---------------------------------------------------------------- | ------------------- | ------------------------------------------------------------------------------------- |
| Czéh 13' 58' Neagoe 39' Christiansen 47' Szekeres 81' Lipcsei 9' | (2 – 1) Jegyzőkönyv | Bognár 8' (11-esből) Dzinovic 14' Bondarenko 16' Urbányi 52' Nagy P. 57' Marozsán 69′ |

| Üllői út, Budapest Nézőszám: 12 000 Játékvezető: Piller Sándor (magyar) |

| 3. forduló 1994. augusztus 20. |

| Békéscsabai Előre                                                           | 5 – 2               | Ferencváros                          |
| --------------------------------------------------------------------------- | ------------------- | ------------------------------------ |
| Mracskó 16' (11-esből) Szarvas 31' 59' 65' Fodor 56' Csató J. 36' Váczi 72' | (2 – 1) Jegyzőkönyv | Neagoe 45' Zavadszky 84' Lipcsei 25' |

| Kórház utcai stadion, Békéscsaba Nézőszám: 12 500 Játékvezető: Vágner László (magyar) |

| 4. forduló 1994. augusztus 29. |

| Ferencváros                                   | 0 – 3               | Újpest                                |
| --------------------------------------------- | ------------------- | ------------------------------------- |
| Szekeres 18′, 87′ Lisztes 22' Neagoe 60′, 65′ | (0 – 2) Jegyzőkönyv | Wukovics 7' 53' Belvon 41' Bérczy 71' |

| Üllői út, Budapest Nézőszám: 16 000 Játékvezető: Kiss Géza (magyar) |

| 5. forduló 1994. szeptember 10. |

| Győri ETO               | 1 – 1               | Ferencváros                        |
| ----------------------- | ------------------- | ---------------------------------- |
| Csertői 48' Árgyelán 3' | (0 – 0) Jegyzőkönyv | Lisztes 63' Zavadszky 13' Czéh 44' |

| Rába ETO Stadion, Győr Nézőszám: 10 000 Játékvezető: Piller Sándor (magyar) |

| 6. forduló 1994. szeptember 18. |

| Ferencváros                                       | 3 – 2               | Kispest–Honvéd                             |
| ------------------------------------------------- | ------------------- | ------------------------------------------ |
| Kuznyecov 8' Lisztes 44' Nagy 51' 89' Lipcsei 12' | (2 – 1) Jegyzőkönyv | Csehi 25' Duró 78' Forrai 31' Szabados 56' |

| Üllői út, Budapest Nézőszám: 12 000 Játékvezető: Puhl Sándor (magyar) |

| 7. forduló 1994. szeptember 21. |

| Nagykanizsai Olajbányász | 0 – 2               | Ferencváros                                         |
| ------------------------ | ------------------- | --------------------------------------------------- |
| Dudás 64'                | (0 – 1) Jegyzőkönyv | Lisztes 16' 24' Nagy 73' Kuznyecov 52' Szekeres 58' |

| Nagykanizsa Nézőszám: 12 000 Játékvezető: Hartmann Lajos (magyar) |

| 8. forduló 1994. szeptember 24. |

| Ferencváros                                                             | 5 – 0               | Vác FC                 |
| ----------------------------------------------------------------------- | ------------------- | ---------------------- |
| Albert 23' 29' Lipcsei 30' Lisztes 41' Zavadszky 66' Nagy 75' Simon 58' | (3 – 0) Jegyzőkönyv | Nyilas 56' Romanek 58' |

| Üllői út, Budapest Nézőszám: 6 000 Játékvezető: Nagy László (magyar) |

| 9. forduló 1994. október 3. |

| Csepel SC     | 1 – 2               | Ferencváros                                              |
| ------------- | ------------------- | -------------------------------------------------------- |
| Váczi 30' 51' | (1 – 0) Jegyzőkönyv | Neagoe 62' Lisztes 83' Telek 15' Szekeres 64' Hrutka 78' |

| Béke téri stadion, Budapest Nézőszám: 5 000 Játékvezető: Tóth Vencel (magyar) |

| 10. forduló 1994. október 15. |

| Ferencváros                                  | 3 – 0               | Pécsi MSC                              |
| -------------------------------------------- | ------------------- | -------------------------------------- |
| Lipcsei 39' 74' (11-esből) 77' 33' Szűcs 76' | (1 – 0) Jegyzőkönyv | Márton 18' Tolocko 38′, 41′ Ulrich 85' |

| Üllői út, Budapest Nézőszám: 10 000 Játékvezető: Stamler Péter (magyar) |

| 11. forduló 1994. október 24. |

| Vasas                                         | 2 – 4               | Ferencváros                                                                      |
| --------------------------------------------- | ------------------- | -------------------------------------------------------------------------------- |
| Máriási 63' Gricajuk 71' Juhár 17' Geress 72' | (0 – 3) Jegyzőkönyv | Szekeres 20' Albert 22' 15' Lipcsei 39' (11-esből) 66' 26' Neagoe 10' Hrutka 69' |

| Fáy utca, Budapest Nézőszám: 8 000 Játékvezető: Vágner László (magyar) |

| 12. forduló 1994. október 30. |

| Ferencváros                    | 2 – 2               | FC Sopron                                              |
| ------------------------------ | ------------------- | ------------------------------------------------------ |
| Lipcsei 36' 75' (11-esből) 56' | (1 – 2) Jegyzőkönyv | Fischer 12' Dragóner 39' Varga 40′, 78′ Cservenkai 42' |

| Üllői út, Budapest Nézőszám: 8 000 Játékvezető: Juhos Attila (magyar) |

| 13. forduló 1994. november 6. |

| Debreceni VSC                 | 2 – 0               | Ferencváros          |
| ----------------------------- | ------------------- | -------------------- |
| Arany 5' Ilea 25' Szatmári 7' | (2 – 0) Jegyzőkönyv | Simon 31' Hrutka 68' |

| Oláh Gábor utcai stadion, Debrecen Nézőszám: 10 000 Játékvezető: Nagy László (magyar) |

| 14. forduló 1994. november 19. |

| Parmalat FC           | 0 – 2               | Ferencváros                                           |
| --------------------- | ------------------- | ----------------------------------------------------- |
| Lőrincz 48' Varga 58' | (0 – 1) Jegyzőkönyv | Lipcsei 16' Kopunović 73' Páling 13' Christiansen 35' |

| Sóstói Stadion, Székesfehérvár Nézőszám: 12 000 Játékvezető: Puhl Sándor (magyar) |

| 15. forduló 1994. november 26. |

| Ferencváros              | 2 – 0               | Stadler FC                                        |
| ------------------------ | ------------------- | ------------------------------------------------- |
| Neagoe 11' 42' Simon 49' | (2 – 0) Jegyzőkönyv | Szabó B. 25' Csehi Z. 34' Csehi I. 36' Kovács 45' |

| Üllői út, Budapest Nézőszám: 8 000 Játékvezető: Varga Sándor (magyar) |

#### Tavaszi fordulók
| 16. forduló 1995. március 4. |

| Ferencváros                                                           | 3 – 0               | Zalaegerszegi TE       |
| --------------------------------------------------------------------- | ------------------- | ---------------------- |
| Keller 16' Lisztes 50' Lipcsei 90' Páling 37' Szekeres 43' Albert 57' | (1 – 0) Jegyzőkönyv | Lendvai 24' Németh 81' |

| Üllői út, Budapest Nézőszám: 15 000 Játékvezető: Kiss Géza (magyar) |

| 17. forduló 1995. március 13. |

| BVSC                           | 0 – 1               | Ferencváros              |
| ------------------------------ | ------------------- | ------------------------ |
| Marozsán 17′, 89′ B. Szabó 57' | (0 – 1) Jegyzőkönyv | Kopunović 14' Keller 28' |

| Népstadion, Budapest Nézőszám: 6 000 Játékvezető: Varga Sándor (magyar) |

| 18. forduló 1995. március 18. |

| Ferencváros                           | 1 – 1               | Békéscsabai Előre                                  |
| ------------------------------------- | ------------------- | -------------------------------------------------- |
| Hrutka 57' Szekeres 21' Kopunović 49' | (0 – 1) Jegyzőkönyv | Kulcsár 30' 54' Usmajev 17' Szenti 51' Zahorán 61' |

| Üllői út, Budapest Nézőszám: 12 000 Játékvezető: Vágner László (magyar) |

| 19. forduló 1995. április 3. |

| Újpest               | 1 – 3               | Ferencváros                                 |
| -------------------- | ------------------- | ------------------------------------------- |
| Kozma 90' Bérczy 31' | (0 – 2) Jegyzőkönyv | Keller 7' Lisztes 22' Páling 67' Albert 59' |

| Megyeri út, Budapest Nézőszám: 22 000 Játékvezető: Puhl Sándor (magyar) |

| 20. forduló 1995. április 8. |

| Ferencváros         | 1 – 4               | Győri ETO                                                                |
| ------------------- | ------------------- | ------------------------------------------------------------------------ |
| Nagy 86' Hrutka 85' | (0 – 1) Jegyzőkönyv | Kuttor 20' Páling 63' (öngól) Miriuţă 66' Hámori 77' Bordás 58' Pető 62' |

| Üllői út, Budapest Nézőszám: 13 000 Játékvezető: Varga Sándor (magyar) |

| 21. forduló 1995. április 15. |

| Kispest–Honvéd                                                                 | 3 – 4               | Ferencváros                                       |
| ------------------------------------------------------------------------------ | ------------------- | ------------------------------------------------- |
| Kovács 74' (11-esből) 9' Bárányos 79' Hamar 87' Mátyus 23' Duró 26' Forrai 29' | (0 – 1) Jegyzőkönyv | Kopunović 14' Nagy 50' Hrutka 65' Lipcsei 70' 26' |

| Népstadion, Budapest Nézőszám: 10 000 Játékvezető: Piller Sándor (magyar) |

| 22. forduló 1995. április 29. |

| Ferencváros                          | 2 – 1               | Nagykanizsai Olajbányász |
| ------------------------------------ | ------------------- | ------------------------ |
| Lipcsei 47' (11-esből) Kopunović 77' | (0 – 1) Jegyzőkönyv | Hegedűs 41' Iványi 70'   |

| Üllői út, Budapest Nézőszám: 12 000 Játékvezető: Tóth Vencel (magyar) |

| 23. forduló 1995. május 6. |

| Vác FC                             | 1 – 1               | Ferencváros                    |
| ---------------------------------- | ------------------- | ------------------------------ |
| Kasza 31' 66' Aranyos 33' Nagy 60' | (1 – 1) Jegyzőkönyv | Neagoe 5' Simon 10' Hrutka 30' |

| Ligeti Stadion, Vác Nézőszám: 10 000 Játékvezető: Vágner László (magyar) |

| 24. forduló 1995. május 10. |

| Ferencváros | 1 – 0               | Csepel SC |
| ----------- | ------------------- | --------- |
| Lisztes 56' | (0 – 0) Jegyzőkönyv | Ács 53'   |

| Üllői út, Budapest Nézőszám: 8 000 Játékvezető: Márton Sándor (magyar) |

| 25. forduló 1995. május 13. |

| Pécsi MSC                                                     | 1 – 2               | Ferencváros                                      |
| ------------------------------------------------------------- | ------------------- | ------------------------------------------------ |
| Ulveczki 6' Márton 43' Schneider 72' Eszenyi 77' Ulrich 90+1' | (1 – 0) Jegyzőkönyv | Kopunović 85' Nagy 87' 86' Keller 77' Fatusi 90′ |

| PMFC Stadion, Pécs Nézőszám: 10 000 Játékvezető: Molnár László (magyar) |

| 26. forduló 1995. május 20. |

| Ferencváros           | 1 – 1               | Vasas                  |
| --------------------- | ------------------- | ---------------------- |
| Galaschek 84' (öngól) | (0 – 1) Jegyzőkönyv | Vincze 27' Máriási 33' |

| Üllői út, Budapest Nézőszám: 7 000 Játékvezető: Piller Sándor (magyar) |

| 27. forduló 1995. május 27. |

| FC Sopron                | 1 – 1               | Ferencváros                        |
| ------------------------ | ------------------- | ---------------------------------- |
| Katona 45' Kucselata 20' | (1 – 1) Jegyzőkönyv | Páling 2' Neagoe 26' Kopunović 66' |

| Káposztás utcai Stadion, Sopron Nézőszám: 12 000 Játékvezető: Stamler Péter (magyar) |

| 28. forduló 1995. június 3. |

| Ferencváros                                                           | 3 – 3               | Debreceni VSC                                                       |
| --------------------------------------------------------------------- | ------------------- | ------------------------------------------------------------------- |
| Czéh 26' Szekeres 75' Kuznyecov 78' Szeiler 53' Lipcsei 56' Simon 87' | (1 – 1) Jegyzőkönyv | Arany 36' Sándor 53' (11-esből) 73' Ilea 49' Gaica 58' Vadicska 84' |

| Üllői út, Budapest Nézőszám: 16 000 Játékvezető: Kiss Géza (magyar) |

| 29. forduló 1995. június 17. |

| Ferencváros                       | 2 – 3               | Parmalat FC                                              |
| --------------------------------- | ------------------- | -------------------------------------------------------- |
| Lipcsei 1' Szekeres 86' Telek 27' | (1 – 1) Jegyzőkönyv | Horváth 11' Kuntić 60' 90' Dubecz 27' Toldi 42' Tóth 55' |

| Üllői út, Budapest Nézőszám: 13 000 Játékvezető: Varga Sándor (magyar) |

| 30. forduló 1995. június 24. |

| Stadler FC | 1 – 1               | Ferencváros   |
| ---------- | ------------------- | ------------- |
| Rumán 69'  | (0 – 1) Jegyzőkönyv | Kopunović 22' |

| Stadler Stadion, Akasztó Nézőszám: 22 000 Játékvezető: Márton Sándor (magyar) |

#### A bajnokság végeredménye
|    | Csapat                      | Játszott | Gy | D  | V  | L  | K  | GK  | Pont | Megjegyzések                           |
| -- | --------------------------- | -------- | -- | -- | -- | -- | -- | --- | ---- | -------------------------------------- |
| 1  | Ferencvárosi TC             | 30       | 17 | 8  | 5  | 62 | 41 | +21 | 59   | Bajnok, 1995–1996-os BL selejtező      |
| 2  | Újpesti TE-Novabau          | 30       | 15 | 7  | 8  | 57 | 34 | +24 | 52   | 1995–1996-os UEFA-kupa selejtező       |
| 3  | Debreceni VSC               | 30       | 14 | 7  | 9  | 45 | 37 | +8  | 49   |                                        |
| 4  | Kispest Honvéd FC           | 30       | 14 | 6  | 10 | 60 | 42 | +18 | 48   |                                        |
| 5  | Békéscsabai Előre FC        | 30       | 11 | 15 | 4  | 47 | 32 | +15 | 48   | 1995-ös Intertotó-kupa                 |
| 6  | BVSC-Dreher                 | 30       | 14 | 4  | 12 | 51 | 46 | +5  | 46   |                                        |
| 7  | Pécsi Munkás SC-Fordan      | 30       | 12 | 6  | 12 | 38 | 43 | -5  | 42   |                                        |
| 8  | Zalaegerszegi TE            | 30       | 12 | 6  | 12 | 49 | 56 | -7  | 42   |                                        |
| 9  | Stadler FC                  | 30       | 9  | 10 | 11 | 30 | 34 | -4  | 37   |                                        |
| 10 | Vasas Casino Vigadó SC      | 30       | 10 | 7  | 13 | 38 | 45 | -7  | 37   |                                        |
| 11 | Győri FC                    | 30       | 11 | 5  | 14 | 42 | 40 | +2  | 35   |                                        |
| 12 | Csepel-Kordax SC            | 30       | 8  | 11 | 11 | 23 | 26 | -3  | 35   |                                        |
| 13 | Vác FC-Samsung              | 30       | 8  | 11 | 11 | 37 | 44 | -7  | 35   | Osztályozó, 1995–1996-os KEK selejtező |
| 14 | Parmalat FC                 | 30       | 9  | 7  | 14 | 44 | 50 | -6  | 34   | Osztályozó                             |
| 15 | Nagykanizsai Olajbányász SE | 30       | 7  | 6  | 17 | 24 | 57 | -33 | 27   | Kiesők                                 |
| 16 | EMDSZ Soproni LC            | 30       | 6  | 10 | 14 | 36 | 56 | -20 | 25   | Kiesők                                 |

1. 1 2  3 pont levonva
2. ↑  Bennmaradt a BKV Előre ellen
3. ↑  Bennmaradt a SBTC ellenében

#### Eredmények összesítése
Az alábbi táblázatban összesítve szerepelnek a Ferencvárosi TC 1994/95-ös bajnokságban elért eredményei.
| Ősz/tavasz (forduló)    | Otthon | Otthon | Otthon | Otthon | Otthon | Otthon | Otthon | Idegenben | Idegenben | Idegenben | Idegenben | Idegenben | Idegenben | Idegenben |
| Ősz/tavasz (forduló)    | M      | GY     | D      | V      | LG–KG  | GK     | P      | M         | GY        | D         | V         | LG–KG     | GK        | P         |
| ----------------------- | ------ | ------ | ------ | ------ | ------ | ------ | ------ | --------- | --------- | --------- | --------- | --------- | --------- | --------- |
| Őszi szezon (1–15.)     | 7      | 5      | 1      | 1      | 19–8   | +11    | 16     | 8         | 5         | 1         | 2         | 16–12     | +4        | 16        |
| Tavaszi szezon (16–30.) | 8      | 3      | 3      | 2      | 14–13  | +1     | 12     | 7         | 4         | 3         | 0         | 13–8      | +5        | 15        |
| Összesen (1–30.)        | 15     | 8      | 4      | 3      | 33–21  | +12    | 28     | 15        | 9         | 4         | 2         | 29–20     | +9        | 31        |

### Magyar kupa
A 64 közé jutásért
| 1994. július 20. |

| Karancslapujtő | 1 – 11              | Ferencváros                                 |
| -------------- | ------------------- | ------------------------------------------- |
|                | (0 – 1) Jegyzőkönyv | Christiansen Lipcsei Lisztes Czéh Kopunović |

| Karancslapujtő |

Csoportkör (III. csoport)
| 1994. július 30. |

| Mezőkövesd | 1 – 5               | Ferencváros                   |
| ---------- | ------------------- | ----------------------------- |
|            | (0 – 1) Jegyzőkönyv | Kopunović Páling Christiansen |

| Mezőkövesd |

| 1994. augusztus 17. |

| Apc | 2 – 8               | Ferencváros                               |
| --- | ------------------- | ----------------------------------------- |
|     | (0 – 6) Jegyzőkönyv | Zavadszky Lipcsei Szűcs Szekeres Czéh ög' |

| Apc |

| 1994. szeptember 1. |

| Ferencváros                             | 10 – 0              | Mezőkövesd |
| --------------------------------------- | ------------------- | ---------- |
| Lipcsei Szekeres Lisztes Czéh Zavadszky | (5 – 0) Jegyzőkönyv |            |

| Üllői út, Budapest |

| 1994. október 6. |

| Ferencváros               | 7 – 2               | Apc |
| ------------------------- | ------------------- | --- |
| Zavadszky Lipcsei Lisztes | (6 – 0) Jegyzőkönyv |     |

| Üllői út, Budapest |

| 1994. október 27. |

| Tiszavasvári | 1 – 2               | Ferencváros    |
| ------------ | ------------------- | -------------- |
|              | (1 – 1) Jegyzőkönyv | Hrutka Lisztes |

| Tiszavasvári |

| 1994. november 9. |

| Ferencváros                                 | 7 – 0               | Tiszavasvári |
| ------------------------------------------- | ------------------- | ------------ |
| Neagoe Kopunović Zavadszky Lisztes Szekeres | (4 – 0) Jegyzőkönyv |              |

| Üllői út, Budapest |

Nyolcaddöntő
| 1994. november 23. |

| Ferencváros | 1 – 0               | Zalaegerszegi TE |
| ----------- | ------------------- | ---------------- |
| Lipcsei 61' | (0 – 0) Jegyzőkönyv |                  |

| Üllői út, Budapest |

| 1994. november 30. |

| Zalaegerszegi TE                  | 2 – 1               | Ferencváros   |
| --------------------------------- | ------------------- | ------------- |
| Szabó II 66' Fujsz 67' (11-esből) | (0 – 1) Jegyzőkönyv | Kopunović 17' |

| ZTE Stadion, Zalaegerszeg |

- Továbbjutott a Ferencváros 2 – 2-es összesítéssel, idegenben lőtt góllal.

Negyeddöntő
| 1995. március 22. |

| BVSC                                                 | 4 – 2               | Ferencváros                     |
| ---------------------------------------------------- | ------------------- | ------------------------------- |
| Bondarenko 18' Kovács 28' Vincze 41' 71' Urbányi 85′ | (3 – 0) Jegyzőkönyv | Czéh 48' Lisztes 85' (11-esből) |

| Népstadion, Budapest Nézőszám: 5 000 Játékvezető: Nagy László (magyar) |

| 1995. április 19. |

| Ferencváros                                   | 3 – 0               | BVSC                               |
| --------------------------------------------- | ------------------- | ---------------------------------- |
| Czéh 5' Hrutka 15' Kopunović 80' 80' Nagy 54' | (2 – 0) Jegyzőkönyv | Marozsán 27' Farkas 41' Zováth 52' |

| Üllői út, Budapest Nézőszám: 8 000 Játékvezető: Stamler Péter (magyar) |

Elődöntő
| 1995. május 3. |

| Kispest–Honvéd                                | 1 – 1               | Ferencváros                      |
| --------------------------------------------- | ------------------- | -------------------------------- |
| Illés 25' 63′ Bánfi 18' Plókai 53' Kovács 67′ | (1 – 1) Jegyzőkönyv | Kopunović 32' Telek 25' Czéh 25' |

| Bozsik József Stadion, Budapest Nézőszám: 6 000 Játékvezető: Bognár István (magyar) |

| 1995. május 17. |

| Ferencváros                               | 3 – 1               | Kispest–Honvéd                  |
| ----------------------------------------- | ------------------- | ------------------------------- |
| Kopunović 26' Páling 30' 52' Szekeres 49' | (2 – 1) Jegyzőkönyv | Orosz 20' Mátyus 51' Plókai 64' |

| Üllői út, Budapest Nézőszám: 6 000 Játékvezető: Tóth Vencel (magyar) |

Döntő
| 1995. május 31. |

| Ferencváros       | 2 – 0               | Vác FC                  |
| ----------------- | ------------------- | ----------------------- |
| Nagy 60' Czéh 87' | (0 – 0) Jegyzőkönyv | Puglits 11' Schwarz 88' |

| Üllői út, Budapest Nézőszám: 8 000 Játékvezető: Puhl Sándor (magyar) |

| 1995. június 21. |

| Vác FC                                                   | 3 – 4               | Ferencváros                                                                                      |
| -------------------------------------------------------- | ------------------- | ------------------------------------------------------------------------------------------------ |
| Nyikos 11' Víg 16' 38' Andrássy 17' Nagy 39′ Aranyos 69' | (3 – 1) Jegyzőkönyv | Lipcsei 39' (11-esből) 59' 72' (11-esből) Keller 75' 15' Kuznyecov 59' Lisztes 65' Kopunović 70' |

| Ligeti Stadion, Vác Nézőszám: 10 000 Játékvezető: Vágner József (magyar) |

### Szuperkupa
| 1994. augusztus 3. 19:00 |

| Vác FC-Samsung                              | 1 – 2             | Ferencváros                    |
| ------------------------------------------- | ----------------- | ------------------------------ |
| Füle 87' Nyilas 29' Gyöngyösi 51' Aczél 56' | (0 – 0) Részletek | Páling 53' Simon 88' Telek 37' |

| Népstadion, Budapest Nézőszám: 8 000 Játékvezető: Hartmann Lajos (magyar) |

### Egyéb mérkőzések
| 1994. július 14. |

| Gyöngyösi SE | 0 – 5       | Ferencváros                               |
| ------------ | ----------- | ----------------------------------------- |
|              | Jegyzőkönyv | Lipcsei Kopunović Neagoe Albert Zavadszky |

| Gyöngyös |

| 1994. július 15. |

| Kazincbarcikai SC | 1 – 5               | Ferencváros                                             |
| ----------------- | ------------------- | ------------------------------------------------------- |
| Kiser 52'         | (0 – 3) Jegyzőkönyv | Albert 10' Lipcsei 15' (11-esből) 32' Zavadszky 70' 88' |

| Kazincbarcika Nézőszám: 2 000 Játékvezető: Marcsok János (magyar) |

| 1994. július 16. |

| Ferencváros                         | 3 – 1               | Rimaszombat |
| ----------------------------------- | ------------------- | ----------- |
| Neagoe 33' Kopunović 37' Keller 67' | (2 – 1) Jegyzőkönyv | Szaszák 10' |

| Kazincbarcika Játékvezető: Márta Sándor (magyar) |

| 1994. július 19. |

| Ferencváros    | 3 – 2       | APÓEL |
| -------------- | ----------- | ----- |
| Lipcsei Détári | Jegyzőkönyv |       |

| Budapest, Népliget |

| 1994. július 23. |

| Grazer AK                  | 2 – 1               | Ferencváros   |
| -------------------------- | ------------------- | ------------- |
| Dampfhofer 14' Glieder 19' | (2 – 1) Jegyzőkönyv | Kopunović 35' |

| Graz |

| 1994. július 24. |

| Ferencváros                    | 2 – 1               | Spartak Trnava |
| ------------------------------ | ------------------- | -------------- |
| Cmilansky 10' (öngól) Czéh 24' | (2 – 1) Jegyzőkönyv | Klago 41'      |

| Graz |

| 1995. január 19. |

| Malajzia olimpiai válogatott | 0 – 7       | Ferencváros                                    |
| ---------------------------- | ----------- | ---------------------------------------------- |
|                              | Jegyzőkönyv | Christiansen Zavadszky Neagoe Lipcsei Szekeres |

| Kuala Lumpur |

| 1995. január 24. |

| Melaha tartományi válogatott | 1 – 6       | Ferencváros                      |
| ---------------------------- | ----------- | -------------------------------- |
|                              | Jegyzőkönyv | Lipcsei Kopunović Czéh Zavadszky |

| Melaha |

| 1995. január 27. |

| Malajzia                     | 2 – 5               | Ferencváros       |
| ---------------------------- | ------------------- | ----------------- |
| Mat Zahir Wahab Sanbagamaran | (1 – 3) Jegyzőkönyv | Lisztes Czéh Nagy |

| Kuala Lumpur |

| 1995. január 29. |

| Seremban tartományi válogatott | 2 – 3       | Ferencváros    |
| ------------------------------ | ----------- | -------------- |
|                                | Jegyzőkönyv | Lipcsei Hrutka |

| Seremban |

| 1995. február 22. |

| Bizerte | 1 – 0       | Ferencváros    |
| ------- | ----------- | -------------- |
|         | Jegyzőkönyv | Lipcsei Hrutka |

| Bizerte |

| 1995. február 25. |

| Tunisz válogatott | 1 – 1       | Ferencváros |
| ----------------- | ----------- | ----------- |
|                   | Jegyzőkönyv | Lipcsei     |

| Beja |

| 1995. február 27. |

| Szfaksz | 1 – 7       | Ferencváros                                   |
| ------- | ----------- | --------------------------------------------- |
|         | Jegyzőkönyv | Lisztes Kopunović Neagoe Keller Albert Hrutka |

| Szfaksz |